# Африкан Фабий Максим
Африкан Фабий Максим (на латински: Africanus Fabius Maximus) e политик на ранната Римска империя през края на 1 век пр.н.е.

## Биография
Африкан е син на Квинт Фабий Максим (суфектконсул 45 пр.н.е.), който умира неочаквано в последния ден на консулската си служба. По-малък брат е на Павел Фабий Максим (консул 11 пр.н.е.), женен за Марция, първа братовчедка на Август, и на Фабия Павлина, която е съпруга на Марк Титий (суфектконсул от 1 май до октомври 31 пр.н.е.).
През 10 пр.н.е. той е консул заедно с Юл Антоний, син на Марк Антоний. Между 9 пр.н.е. и 4 г. (вероятно 6/5 пр.н.р.) той е проконсул на провинция Африка. Африкан е също епулон (Septemviri epulonum).
Африкан е вероятно баща на Фабия Нумантина, но е възможно тя да е дъщеря на брат му и на Марция.